# Gruszka (narzędzie tortur)

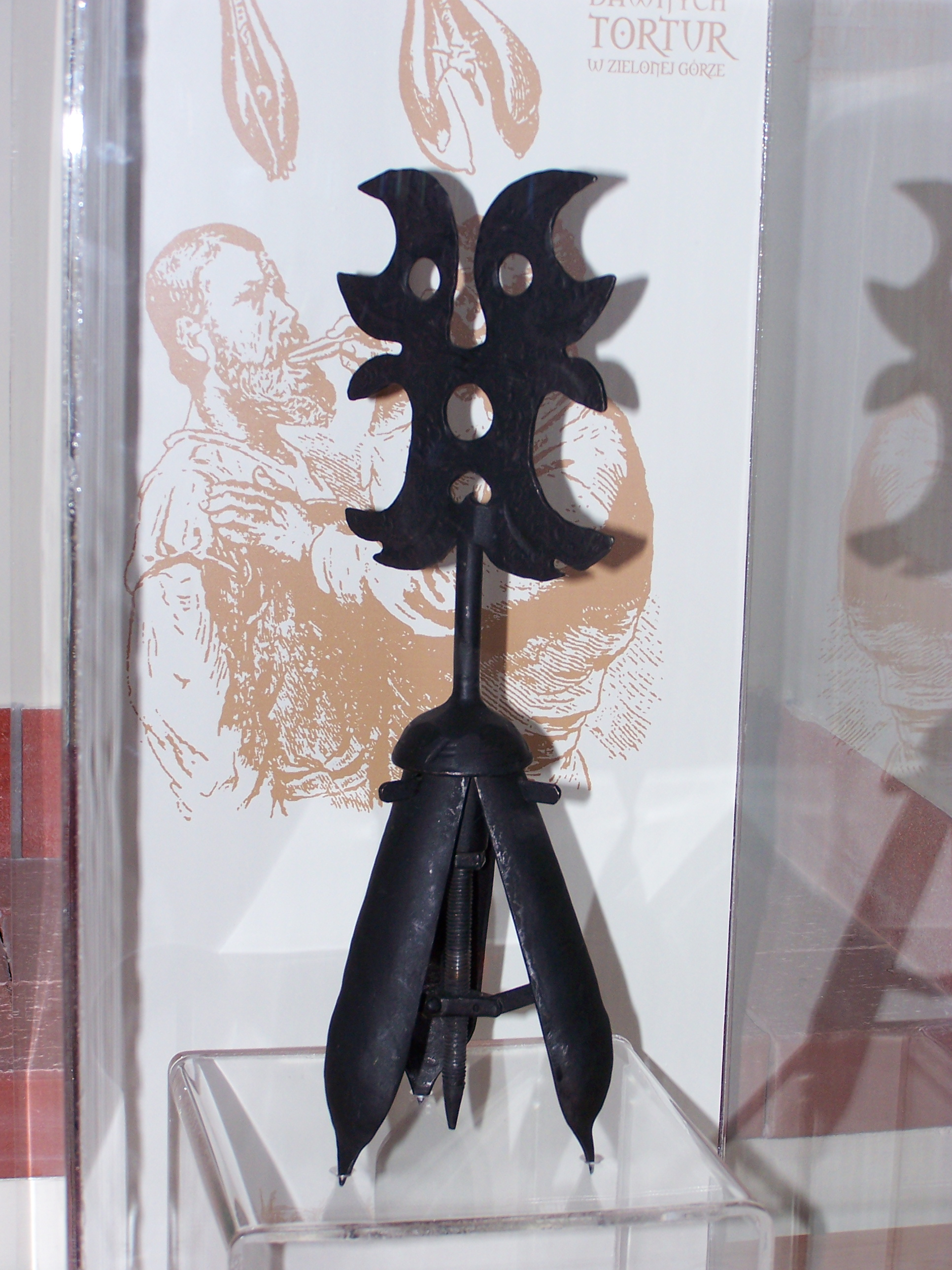
Gruszka

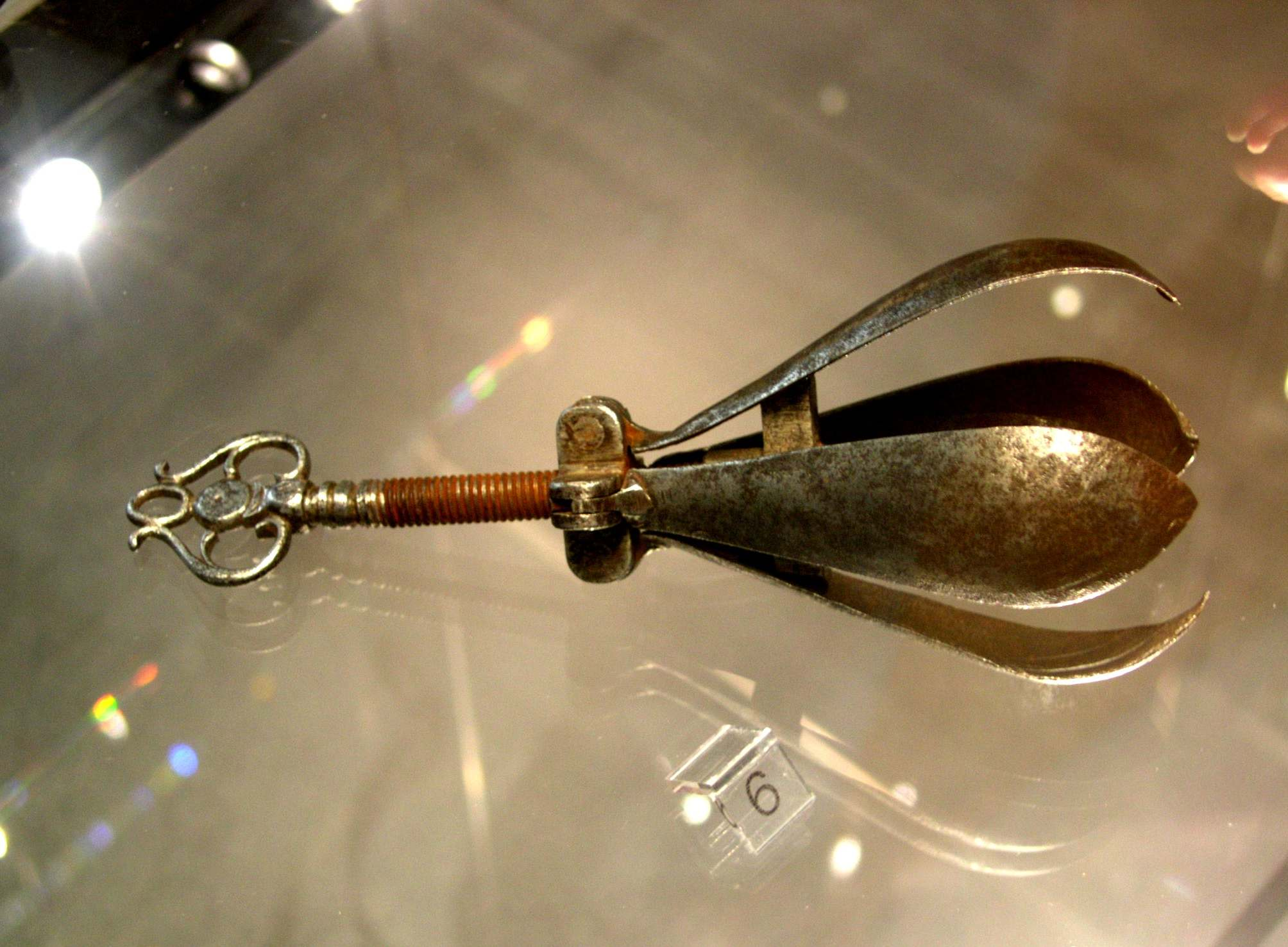
Gruszka

Gruszka – metalowe narzędzie tortur, dzięki któremu – za pomocą mechanizmu sprężynowego lub śrubowego – można było je wkładać w naturalne otwory ciała (usta, odbyt, pochwę), a następnie powodować rozwieranie się tego narzędzia (dokręcano uchwyt śrubowy lub zwalniano sprężynę, co powodowało uruchomienie najczęściej trzech elementów).
Mechanizm sprężynowy działał na podobnej zasadzie co w automatycznie otwierającym się parasolu. Stosowana doustnie uniemożliwiała ofierze wydobycie głosu, a tym samym tłumiła jęki i krzyki torturowanej w inny sposób ofiary. Zaopatrzona w ostrza była samoistną torturą kaleczącą (niekiedy rozrywającą) wnętrze ciała.